# Adrian Labryga
Adrian Labryga (ur. 11 lutego 1979) – polski hokeista, reprezentant Polski. 
Jego ojciec Leon także był hokeistą (stąd pseudonim syna).

## Kariera
- SMS Warszawa (1998–1999)
- Unia Oświęcim (1999–2000)
- GKS Katowice (2000–2005)
- Zagłębie Sosnowiec (2005–2008)
- JKH Jastrzębie (2008–2015)

Wychowanek Naprzodu Janów. Od 2008 roku zawodnik JKH Jastrzębie. W kwietniu 2013 przedłużył umowę z klubem o rok. W połowie 2015 ogłosił zakończenie kariery zawodniczej.
W kadrze Polski rozegrał 24 spotkania i strzelił 5 goli.
W trakcie kariery określany pseudonimem Leon.

## Sukcesy
- Puchar Polski: 2013 z JKH GKS Jastrzębie
- Srebrny medal mistrzostw Polski: 2013 z JKH GKS Jastrzębie
- Brązowy medal mistrzostw Polski: 2014 z JKH GKS Jastrzębie